# Морев, Дмитрий Дмитриевич
Дмитрий Дмитриевич Морев (1851 — после 1905) — русский педагог, профессор.

## Биография
Родился в 1851 году.
Окончил юридический факультет Санкт-Петербургского университета со степенью кандидата прав. Слушал лекции по коммерческим наукам на устроенных Министерством народного просвещения специальных курсах.
Преподавал политическую экономию, историю торговли и коммерческую географию в Петровском училище Санкт-петербургского купеческого общества, был директором училища.
Также читал лекции политической экономии и статистики в Институте инженеров путей сообщения, преподавал на Высших коммерческих курсах Общества для распространения коммерческих знаний, был председателем педагогического комитета Женских педагогических курсов П. О. Ивашинцевой.
В 1896 году был назначен членом Учебного комитета при Министерстве финансов. Был членом Партии демократических реформ.